# Specifik volym
Inom termodynamik är den specifika volymen av ett ämne (symbol: ν eller {\displaystyle \nu } ) en inneboende egenskap hos ämnet, definierad som kvoten mellan ämnets volym (V) och dess massa (m). Den är inversen av densiteten (ρ) och är relaterad till molvolymen och molmassan genom:
{\displaystyle \nu ={\frac {V}{m}}=\rho ^{-1}={\frac {\tilde {V}}{M}}}
Standardenheten för specifik volym är kubikmeter per kilogram (m3/kg)
Specifik volym för en ideal gas är relaterad till den molära gaskonstanten (R) och gasens temperatur (T), tryck (P) och molmassa (M) som visas:
Eftersom {\displaystyle PV={nRT}} och {\displaystyle n={\frac {m}{M}}} så är:
{\displaystyle \nu ={\frac {V}{m}}={\frac {RT}{PM}}}

## Tillämpningar
Specifik volym används vanligtvis för:
- Molvolym
- Volym (termodynamik)
- Partiell molvolym

Som ett tankeexperiment går det ta en lufttät kammare med en variabel volym som innehåller ett visst antal atomer av syrgas. Tänk på det följande fyra exempel:
- Om kammaren görs mindre utan att tillåta gas in eller ut, ökar densiteten och den specifika volymen minskar.
- Om kammaren expanderar utan att släppa in eller ut gas minskar densiteten och den specifika volymen ökar.
- Om storleken på kammaren förblir konstant och nya gasatomer injiceras, ökar densiteten och den specifika volymen minskar.
- Om storleken på kammaren förblir konstant och några atomer avlägsnas, minskar densiteten och den specifika volymen ökar.

Specifik volym är en egenskap hos material, definierad som antalet kubikmeter som upptas av ett kilogram av ett visst ämne. Standardenheten är kubikmeter per kilogram (m3/kg eller m3·kg−1).
Ibland uttrycks specifik volym i termer av antalet kubikcentimeter som upptas av ett gram av ett ämne. I det fallet är enheten kubikcentimeter per gram (cm3/g eller cm3·g−1). För att omvandla m3/kg till cm3 /g, multiplicera med 1000; omvänt multiplicera med 0,001.
Specifik volym är omvänt proportionell mot densiteten. Om ett ämnes densitet fördubblas halveras dess specifika volym uttryckt i samma basenheter. Om densiteten sjunker till 1/10 av dess tidigare värde ökar den specifika volymen, uttryckt i samma basenheter, med en faktor 10.
Gasers densitet ändras med små variationer i temperatur, medan vätskors och fasta ämnens densiteter, som vanligtvis anses vara inkompressibla, kommer förändras väldigt lite. Den specifika volymen är inversen av ett ämnes densitet; därför måste noggrann hänsyn tas när man hanterar situationer som involverar gaser. Små förändringar i temperaturen kommer att ha en märkbar effekt på den specifika volymen.
Mänskligt blod har den genomsnittliga densiteten 1060 kg/m3, vilket motsvarar den specifika volymen 0,00094 m3/kg. Lägg märke till att den genomsnittliga specifika volymen för blod är nästan identisk med den för vatten: 0,00100 m3/kg.

## Tillämpningsexempel
Om man bestämmer sig för att bestämma den specifika volymen av en idealgas, såsom luft, med hjälp av ekvationen ν = RT/P, där trycket (P) är 100 kPa, R är 287,052874247 J·kg−1·K−1 och temperaturen (T) är 1073 K (800 C). I så fall skulle den specifika volymen vara 3,1 m3/kg. Men om temperaturen ändras till 400 C (673 K), skulle den specifika volymen för luften ändras till 1,9 m3/kg, vilket är en total förändring på 39 %.
Genom att känna till de specifika volymerna av två eller flera ämnen kan man hitta användbar information för vissa applikationer. För ett ämne X med en specifik volym på 0,657 cm3/g och ett ämne Y med en specifik volym 0,374 cm3/g, densiteten för varje ämne kan hittas genom att ta inversen av den specifika volymen; därför har ämne X en densitet på 1,522 g/cm3 och ämne Y har en densitet av 2,673 g/cm3. Med denna information kan den specifika vikten av varje ämne i förhållande till varandra hittas. Den specifika vikten för ämne X med avseende på Y är 0,569, medan den specifika vikten för ämne Y med avseende på X är 1,756. Därför kommer ämne X inte att sjunka om det placeras på Y.

## Lösningars specifika volym
Den specifika volymen av en icke-ideal lösning är summan av de ingående komponenternas partiella specifika volymerna:
{\displaystyle v={\frac {1}{\rho }}={\frac {\tilde {V}}{M}}=\sum _{i}w_{i}\cdot {\bar {v_{i}}}}
M är blandningens molmassa.

## Tabell över vanliga specifika volymer
Tabellen nedan visar densiteter och specifika volymer för olika vanliga ämnen. Värdena är uppmätta vid standardtryck och standardtemperatur, vilket definieras som luft vid 0 °C (273,15 K) och 1 atm (101,325 kN/m2, 101,325 kPa, 14,7 psia, 0 psig, 760 torr).
| Ämnets namn       | Densitet | Specifik volym |
| Ämnets namn       | (kg/m3 ) | (m3/kg)        |
| ----------------- | -------- | -------------- |
| Luft              | 1,225    | 0,816          |
| Is                | 916,7    | 0,00109        |
| Vatten (flytande) | 1000     | 0,00100        |
| Saltvatten        | 1030     | 0,00097        |
| Kvicksilver       | 13546    | 0,00007        |
| HCFC-22           | 3,66     | 0,273          |
| Ammoniak          | 0,769    | 1,30           |
| Koldioxid         | 1,977    | 0,506          |
| Klor              | 2,994    | 0,334          |
| Väte              | 0,0899   | 11,12          |
| Metan             | 0,717    | 1,39           |
| Kväve             | 1,25     | 0,799          |
| Vattenånga        | 0,804    | 1,24           |

1. 1 2  Värdet inte taget vid standardtemperatur och -tryck.